# Villiers-le-Bois
Villiers-le-Bois är en kommun i departementet Aube i regionen Grand Est (tidigare regionen Champagne-Ardenne) i nordöstra Frankrike. Kommunen ligger  i kantonen Chaource som ligger i arrondissementet Troyes. År 2022 hade Villiers-le-Bois 106 invånare.

## Befolkningsutveckling
Antalet invånare i kommunen Villiers-le-Bois
Referens: INSEE